# Rand Ravich
Rand Ravich est un réalisateur, producteur de télévision et scénariste américain.

## Biographie
En 1999, il écrit et dirige le film de science-fiction Intrusion (également appelé The Astronaut's Wife) avec Johnny Depp et Charlize Theron, qui fut nommé dans la catégorie Meilleur film au Festival international du film de Catalogne.

## Filmographie

### comme réalisateur
- 1995 : Oink
- 1999 : Intrusion

### comme producteur
- 1997 : Le Maître du jeu
- 1999 : Forbidden Island, (TV)
- 2002 : The Time Tunnel, (TV)
- 2003 : Confessions d'un homme dangereux
- 2005 : N.Y.-70, (TV)
- 2009 : Life, (TV)

### comme scénariste
- 1991 : Crime Lords
- 1992 : Inside Out IV
- 1995 : Candyman 2
- 1997 : Le Maître du jeu
- 1999 : Intrusion
- 2005 : N.Y.-70, (TV)
- 2009 : Life, (TV)
- 2024 : The Killer's Game de J. J. Perry

## Récompenses et nominations

### Nominations
- Festival international du film de Catalogne
  - Intrusion (1999): Nommé dans la catégorie Meilleur Film.